# آدامزویل (تنسی)
آدامزویل(به انگلیسی: Adamsville) شهری در ایالت تنسی کشور ایالات متحده آمریکا است که جمعیت آن در سرشماری سال ۲۰۱۰ میلادی، ۲٬۲۰۷ نفر بوده است.